# Ambroży z Optiny
Ambroży z Optiny, imię świeckie: Aleksandr Michajłowicz Grienkow (ur. 11 listopada?/23 listopada 1812 w Lipowicy Wielkiej, zm.  9 października?/21 października 1891 w Pustelni Optińskiej) – święty mnich prawosławny, jeden z Soboru Świętych Starców Optyńskich.

## Życiorys
Urodził się w rodzinie zakrystiana Michaiła Fiodorowicza Grienkowa i jego żony Marfy Nikołajewny jako szóste z ośmiorga dzieci. Jego dziadek był kapłanem prawosławnym. Był wychowywany w bardzo religijnej atmosferze, już jako dziecko śpiewał w chórze cerkiewnym. Ukończył seminarium duchowne w Tambowie z wyróżnieniem, jednak nie kontynuował studiów teologicznych, lecz wyjechał do Lipiecka jako nauczyciel (początkowo prywatny, a następnie w szkole parafialnej). Odczuwając powołanie do życia monastycznego, lecz nie będąc pewnym, czy obiera słuszną drogę, udał się do żyjącego we wsi Trojeokorowo starca Hilariona. Ten polecił mu udanie się do Pustelni Optyńskiej. W 1839 pielgrzymował do Ławry Troicko-Siergijewskiej. Pobyt tam przekonał go, że powinien wstąpić do monasteru. Aleksandr Grenkow rzucił pracę i zgłosił się do optyńskiej wspólnoty monastycznej 8 października 1839. W kwietniu 1840 został przyjęty jako posłusznik i umieszczony pod opieką duchową starca Lwa, a po jego śmierci starca Makarego. Pracował w piekarni monasterskiej i był jednym z lektorów. 
W 1842 Aleksandr Grienkow złożył śluby zakonne, przyjmując na cześć św. Ambrożego Mediolańskiego imię Ambroży. W 1843 został hierodiakonem, zaś w 1845 hieromnichem. W grudniu następnego roku, w czasie podróży do Kaługi, poważnie zachorował i był bliski śmierci. Przyjął wówczas śluby wielkiej schimy, zachowując dotychczasowe imię zakonne i cały czas pozostając pod duchową opieką starca Makariusza. Nieoczekiwanie jednak jego stan się poprawił i przyszły święty mógł podjął prace nad tłumaczeniami prac teologicznych z pierwszych wieków chrześcijaństwa. Przygotował do publikacji m.in. Drabinę do nieba św. Jana Klimaka.
W 1860, po śmierci Makariusza, schimnich Ambroży stał się najbardziej szanowanym z mnichów optyńskich. Przez trzydzieści lat zajmował się wyłącznie modlitwą i udzielaniem wsparcia duchowego osobom, które przybywały w tym celu do Pustelni Optyńskiej. Mimo złego stanu zdrowia regularnie odpowiadał na przysyłane do niego listy i umawiał się na prywatne spotkania w zajmowanej przez siebie celi. Starał się również poświęcać na modlitwę tyle samo czasu, co młodsi i zdrowsi zakonnicy. Duchowny podkreślał, że spotkania z wiernymi stanowią najważniejszą część jego aktywności jako mnicha. Według wspomnień jego duchowych uczniów przez całe życie zachowywał pogodę ducha; twierdzili oni również, że starzec posiadał dar czytania w myślach i przepowiadania przyszłości.
W czerwcu 1890 stan starca ponownie się pogorszył, Ambroży stracił zdolność mówienia i słuch. Zmarł 10 października 1891 w monasterze, został pochowany w cerkwi Wprowadzenia Matki Bożej do Świątyni w obrębie klasztoru. Jego nieformalny kult, porównywalny z kultem innego świętego starca - Serafina z Sarowa - rozwinął się natychmiast po jego śmierci. Ambrożemu przypisywano zdolność czynienia cudów także po śmierci. Formalna kanonizacja nastąpiła jednak dopiero w czerwcu 1988, kiedy Pustelnia Optyńska, zamknięta w czasach stalinowskich, na nowo stała się czynnym klasztorem prawosławnym.